# Partido de Campana
Partido de Campana är en kommun i Argentina.   Den ligger i provinsen Buenos Aires, i den centrala delen av landet, 70 km nordväst om huvudstaden Buenos Aires. Antalet invånare är 83 698.
Trakten runt Partido de Campana består huvudsakligen av våtmarker. Runt Partido de Campana är det tätbefolkat, med 308 invånare per kvadratkilometer.